# 中国ハイウェイバス

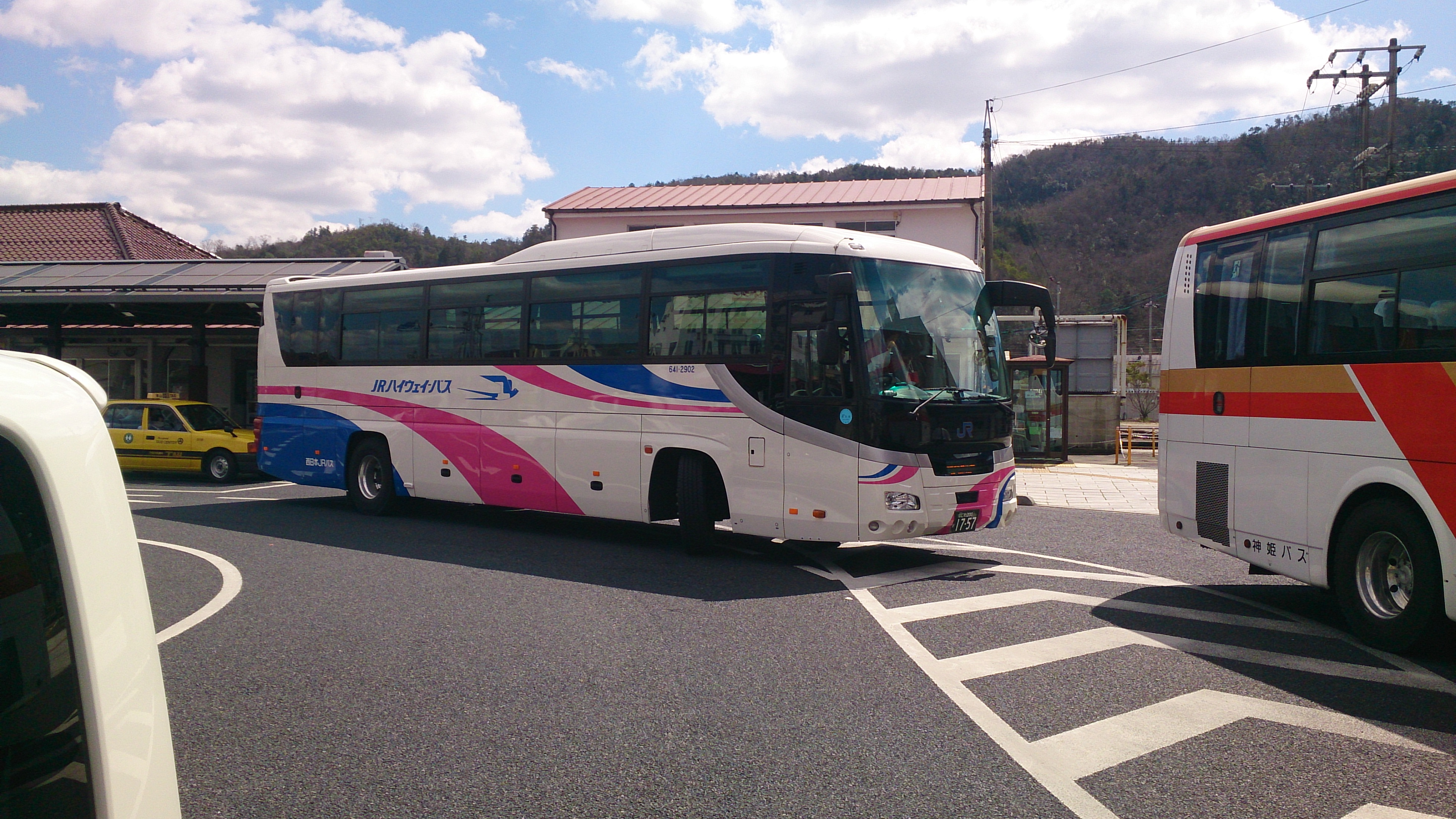
津山駅前　中央：西日本JRバス、右端：神姫バス
なおこの画像は2014年当時の物であり、現在とは乗り場と景観が異なる。

中国ハイウェイバス（ちゅうごくハイウェイバス）は、西日本ジェイアールバス・神姫バスの2社によって共同運行される中国自動車道の昼行高速バス路線。

## 概要
正式な路線名は中国高速線である。この内、大阪市と津山市をノンストップで結ぶ超特急便はスーパーライナー津山号と呼ばれる。下り便はUSJ - 宝塚IC間からの乗車分、上り便は津山駅 - 美作IC間からの乗車分に限り事前の予約が可能（ローソン・ファミリーマートでも可能）。2016年10月1日より、大阪駅・津山駅以外で乗降する場合はPiTaPa・ICOCAをはじめ、これと相互利用している交通系ICカードが利用できるようになる（NicoPaは不可。PiTaPaはポストペイでの利用となる）。大阪駅・津山駅で乗降する場合は窓口で交通系ICカードを利用して乗車券を購入できる。
なお、大阪と津山以西の各地を結ぶ中国自動車道経由の昼行高速バス路線等は、中国ハイウェイバスに分類されない。

### 運行会社
- 西日本ジェイアールバス（大阪営業所）
  - 津山では神姫バスの津山営業所に入庫。

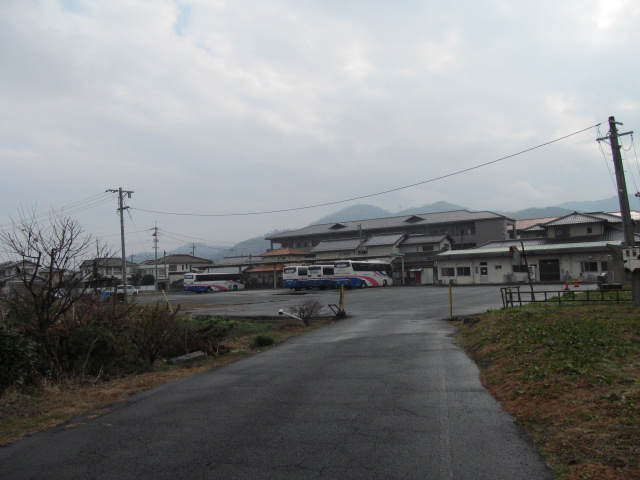
西日本JRバス 大阪高速管理所 津山泊所（廃止）

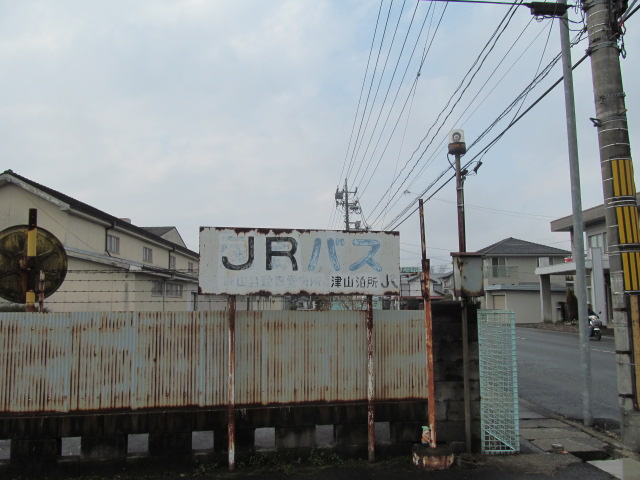
西日本JRバス 大阪高速管理所 津山泊所の看板（廃止）

- 神姫バス（社営業所：西脇線・北条線・社線、津山営業所：津山線）
  - 予約センターは神戸にある。
  - 繁忙期の臨時便のみ三田営業所も担当（2025年8月より）

## 歴史
- 1974年（昭和49年）4月23日 - 国鉄バス中国高速線（大阪 - 津山 163.6km）の路線免許を申請。
- 1975年（昭和50年）11月1日 - 中国ハイウェイバス（中国高速線）開業。神姫バスとの共同運行。
  - 国鉄バス・神姫バス共同
    - 大阪駅 - 津山駅 - 落合インター

  - 神姫バス単独
    - 新大阪駅 - 西脇 - 柏原
    - 新大阪駅 - 福崎 - 粟賀
    - 新大阪駅 - 山崎 - 波賀(原)

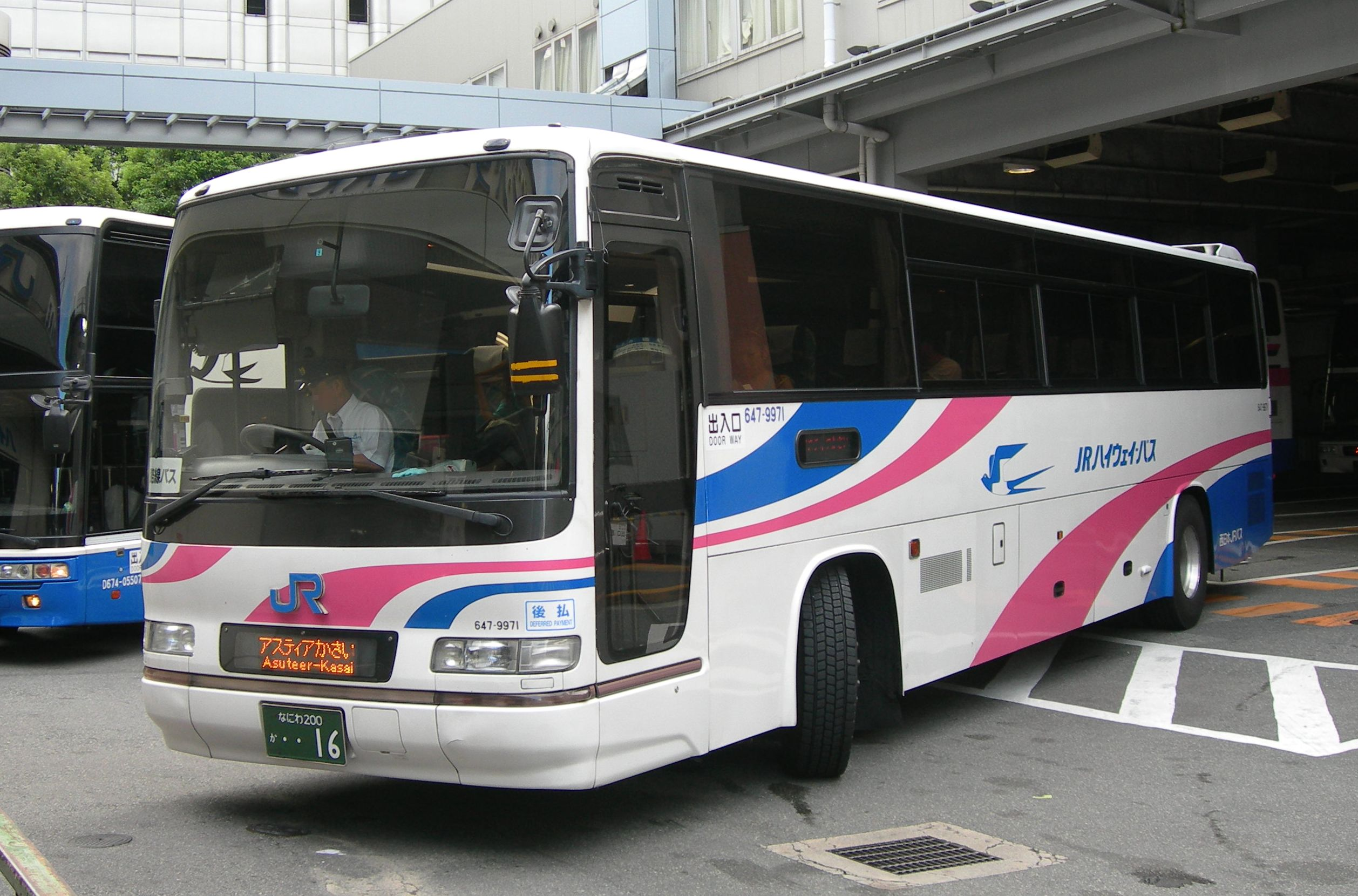
西日本JRバス北条線急行（大阪駅桜橋口にて）

- 1976年（昭和51年）4月10日 - 落合インター線：2往復、津山線：10往復、西脇線3往復、柏原線2往復、山崎線1往復、波賀(原)線1往復、粟賀線1往復の計20往復となる。
- 1989年（平成元年）3月30日 - 大阪駅 - 北条バスセンター開業。
- 1992年（平成4年）3月19日 - 大阪駅 - 北条バスセンター間を加西フラワーセンターまで延長。
- 1994年（平成6年）10月1日 - 大阪駅 - 津山駅間を湊町バスターミナル（JR難波駅・OCAT）へ延長。
- 1995年（平成7年） - 阪神・淡路大震災の影響で復旧まで、新大阪駅 - 西脇 - 柏原線は西脇 - 柏原間のみで運転。その他も1月24日より三田駅止めで運行し、2月22日から大阪駅に乗り入れ、通常運行に戻る。

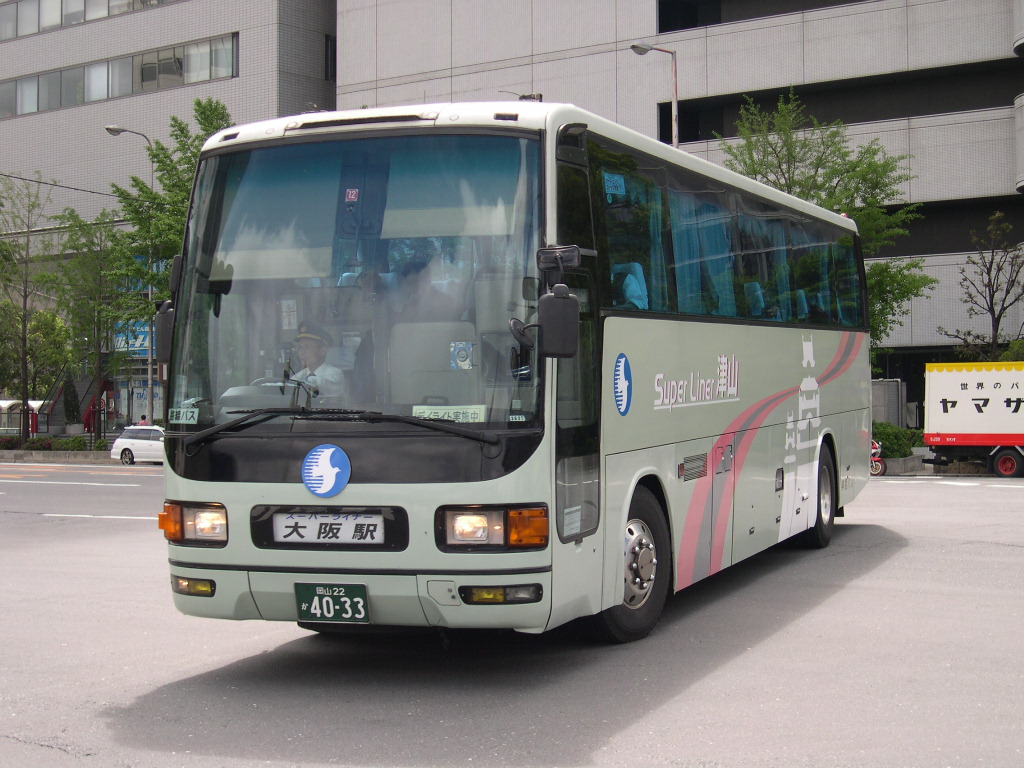
スーパーライナー津山

- スーパーライナー津山   * 1996年（平成8年） - 西脇 - 柏原間廃止。上戸田以北は廃線となり、多可郡黒田庄町（現西脇市黒田庄町）はバス路線のない町となる。大阪駅 - 津山駅間でノンストップ便のスーパーライナー津山号運転開始。
- 1998年（平成10年）4月1日 - 新大阪駅 - 粟賀間を新大阪駅 - 福崎間に、新大阪駅 - 原間を新大阪駅 - 山崎間に短縮。
- 1999年（平成11年）8月31日 - 湊町バスターミナルへの乗り入れはこの日限り。
- 2000年（平成12年）4月1日 - 山崎 - 新大阪駅間・福崎 - 新大阪駅間で柴原駅停車。
- 2003年（平成15年）5月1日 - 津山車庫線2往復、津山線30往復、西脇線10往復、北条線3往復、加西フラワーセンター線1往復、山崎線2往復、福崎線1往復となる。
- 2003年（平成15年）8月1日 - 山崎 - 新大阪駅間・福崎 - 新大阪駅間を休止。井ノ口、津山車庫の乗降扱いを廃止。大阪駅・新大阪駅 - 西脇間は西日本JRバスも運行開始。これに伴い、西脇営業所 - 滝野社IC間はクローズドドアシステムとなる。津山線30往復、西脇線13往復、北条線15往復、加西フラワーセンター線1往復となる。
- 2005年（平成17年） - 超特急便を4往復から6往復に増便。
- 2006年（平成18年） - 北条線・西脇線を減便。
- 2008年（平成20年）4月1日 - 北条バスセンター移転、同センター発着便がアスティアかさい発着に変更となる。あわせて加西市内に「古坂3丁目」バス停を新設（既設の神姫バス・加西市コミバスのバス停に併設）。
- 2009年（平成21年）12月14日 - 平日ダイヤ・土休日ダイヤを設定。超特急便と特急便の停留所を拡大。津山線に「快速急行」便を新設。バス停廃止（西宮名塩、加西フラワーセンター）。運行回数変更（津山線：32往復→平日24往復 / 土休日27往復、西脇線：9往復→平日15.5往復 / 土休日16往復、北条線：10往復→平日2.5往復 / 土休日2往復）。超特急便（JR便）におけるダブルデッカー（2階建車両）の運行を終了。予約可能となる便を拡大。
- 2010年（平成22年）4月1日 - 津山線の快速急行2往復を急行に変更。西脇行ののりばを新大阪駅（新御堂のりば）に変更。大阪駅基準で西脇行きを22時に繰り下げ、新大阪発が10分繰り下がる。
- 2011年（平成23年）6月1日 - 大阪駅の乗降場が、桜橋口からノースゲートビルディング1階の大阪駅JR高速バスターミナルへ変更。
- 2016年（平成28年）10月1日 - PiTaPa・ICOCAなどの交通系ICカードが利用可能となる[1]。
- 2018年（平成30年）4月1日 - 快速急行便を廃止。一部の便において「大阪空港（伊丹）」バス停を新設。
- 2019年（平成31年）4月1日 - 滝野社線（平日3.5往復 / 土休日3.5往復）を新設。運行回数変更（津山線：平日25往復 / 土休日27往復→平日19往復 / 土休日20往復、西脇線：平日14.5往復 / 土休日15往復→平日12往復 / 土休日12.5往復、北条線：平日2.5往復 / 土休日2往復→平日3.5往復 / 土休日3往復）。津山線の超特急便を土休日ダイヤのみに変更。津山線特急便が「佐用IC」バス停に停車。バス停移設（「滝野」→「滝野農協前」）。
- 2019年（令和元年）10月1日 - 滝野社線を大阪駅 - 社（車庫前）間に延長し、社線（平日4往復 / 土休日4往復）に変更となる。あわせて加東市内に「県総合庁舎前」「社（車庫前）」バス停を新設（既設の神姫バスのバス停に併設）。運行回数変更（西脇線：平日12往復 / 土休日12.5往復→平日11.5往復 / 土休日12往復）。
- 2020年（令和2年）9月1日 - 社線（全日3.5往復）がコロナ禍の影響で0.5往復（社→大阪駅 片道1本のみ）となる。
- 2020年（令和2年）12月1日 - ダイヤ改正。社線の西日本JRバスが撤退。超特急便の設定がなくなる。西脇行き1本を除き、USJ発着便を取りやめ。
- 2023年（令和5年）4月1日 - ダイヤ改正。
  - 全体：柴原駅BSが休止。
  - 津山線：津山駅行きに準特急便を新設。急行便の運行が少なくなる時間帯の特急便を急行便に格下げ。朝の大阪行き急行便の一部が少路駅BSに停車。早朝の大阪行き特急便1本に限りUSJ発着便が再度設定される。
  - 北条（アスティアかさい）線：西日本JRバスが撤退し、神姫バスの単独運行となる。
  - 西脇線：西脇営業所BSが西脇市役所BSに名称変更。西日本JRバスが撤退し、神姫バスの単独運行となる。これにより、西日本JRバスは津山線急行便のみを受け持つことになる。
- 2024年（令和6年）10月26日 - グラン超特急（大阪駅 ･ 新大阪駅 - 津山駅）を1日1往復限定運行[2]。

## 路線

### 停車停留所
▼・▽…下りは乗車のみ、上りは降車のみの扱い（白は一部便のみ運行）
▲・△…上りは乗車のみ、下りは降車のみの扱い（白は一部便のみ運行）
◆…双方向乗降可能
｜…通過
∥…経路外
※下表の路線名は系統を表す便宜上のもので正式な路線名ではない。
| 駅コ｜ド | 停車停留所名                     | 停留所所在地 | 停留所所在地 | 中国ハイウェイバス津山線超特急 | 中国ハイウェイバス津山線特急 | 中国ハイウェイバス津山線急行 | 中国ハイウェイバス北条線急行 | 中国ハイウェイバス西脇線急行 | 中国ハイウェイバス社線急行 | 備考                                           |
| -------- | -------------------------------- | ------------ | ------------ | ------------------------------ | ---------------------------- | ---------------------------- | ---------------------------- | ---------------------------- | -------------------------- | ---------------------------------------------- |
| 44       | ユニバーサル・スタジオ・ジャパン | 大阪府       | 大阪市此花区 | ▽                              | ▽                            | ▽                            |                              | ▽                            |                            | 3番乗り場に停車                                |
| 43       | 大阪駅JR高速バスターミナル       | 大阪府       | 大阪市北区   | ▼                              | ▼                            | ▼                            | ▼                            | ▼                            | ▼                          |                                                |
| 42       | 新大阪駅                         | 大阪府       | 大阪市淀川区 | ▼                              | ▼                            | ▼                            | ▼                            | ▼                            | ▼                          | 乗車は新御堂筋北行副道上乗り場 降車は2番乗り場 |
| 40       | 千里ニュータウン（桃山台駅）     | 大阪府       | 吹田市       | ｜                             | ▼                            | ▼                            | ▼                            | ▼                            | ▼                          |                                                |
| 49       | 少路駅                           | 大阪府       | 豊中市       | ｜                             | ｜                           | ｜                           | ▽                            | ▽                            | ｜                         | 上り線のみ停車                                 |
| 38       | 宝塚IC（中国道）                 | 兵庫県       | 宝塚市       | ｜                             | ｜                           | ▼                            | ▼                            | ▼                            | ▼                          |                                                |
| 36       | 西宮北IC（中国道）               | 兵庫県       | 西宮市       | ｜                             | ｜                           | ◆                            | ◆                            | ◆                            | ◆                          |                                                |
| 35       | 長尾（中国道）                   | 兵庫県       | 神戸市北区   | ｜                             | ｜                           | ◆                            | ◆                            | ◆                            | ◆                          |                                                |
| 34       | 吉川IC（中国道）                 | 兵庫県       | 三木市       | ｜                             | ｜                           | ◆                            | ◆                            | ◆                            | ◆                          |                                                |
| 33       | 高速東条（中国道）               | 兵庫県       | 加東市       | ｜                             | ◆                            | ◆                            | ◆                            | ◆                            | ◆                          |                                                |
| 32       | 高速社（中国道）                 | 兵庫県       | 加東市       | ｜                             | ｜                           | ◆                            | ◆                            | ◆                            | ◆                          |                                                |
| 31       | 滝野社IC（中国道）               | 兵庫県       | 加東市       | ｜                             | ｜                           | ◆                            | ◆                            | ▲                            | ▲                          |                                                |
|          | 県総合庁舎前                     | 兵庫県       | 加東市       | ∥                              | ∥                            | ∥                            | ∥                            | ∥                            | ▲                          |                                                |
|          | 社（車庫前）                     | 兵庫県       | 加東市       | ∥                              | ∥                            | ∥                            | ∥                            | ∥                            | ▲                          | 1番乗り場に停車                                |
| 30       | 滝野農協前                       | 兵庫県       | 加東市       | ∥                              | ∥                            | ∥                            | ∥                            | ▲                            |                            |                                                |
| 29       | 板波                             | 兵庫県       | 西脇市       | ∥                              | ∥                            | ∥                            | ∥                            | ▲                            |                            |                                                |
| 28       | 野村（西脇市駅前）               | 兵庫県       | 西脇市       | ∥                              | ∥                            | ∥                            | ∥                            | ▲                            |                            |                                                |
| 27       | 西脇                             | 兵庫県       | 西脇市       | ∥                              | ∥                            | ∥                            | ∥                            | ▲                            |                            |                                                |
| 25       | 東本町                           | 兵庫県       | 西脇市       | ∥                              | ∥                            | ∥                            | ∥                            | ▲                            |                            |                                                |
| 24       | 上野南                           | 兵庫県       | 西脇市       | ∥                              | ∥                            | ∥                            | ∥                            | ▲                            |                            |                                                |
| 23       | 西脇市役所                       | 兵庫県       | 西脇市       | ∥                              | ∥                            | ∥                            | ∥                            | ▲                            |                            |                                                |
| 22       | 泉（中国道）                     | 兵庫県       | 加西市       | ｜                             | ｜                           | ◆                            | ◆                            |                              |                            |                                                |
| 21       | 加西IC（中国道）                 | 兵庫県       | 加西市       | ｜                             | ｜                           | ｜                           | ▲                            |                              |                            |                                                |
| 48       | 古坂3丁目                        | 兵庫県       | 加西市       | ∥                              | ∥                            | ∥                            | ▲                            |                              |                            |                                                |
| 20       | 加西市役所前                     | 兵庫県       | 加西市       | ∥                              | ∥                            | ∥                            | ▲                            |                              |                            |                                                |
| 19       | アスティアかさい（北条町駅）     | 兵庫県       | 加西市       | ∥                              | ∥                            | ∥                            | ▲                            |                              |                            |                                                |
| 16       | 北条（中国道）                   | 兵庫県       | 加西市       | ｜                             | ◆                            | ◆                            |                              |                              |                            |                                                |
| 13       | 福崎IC（中国道・播但道）         | 兵庫県       | 神崎郡福崎町 | ｜                             | ｜                           | ◆                            |                              |                              |                            |                                                |
| 12       | 夢前（中国道）                   | 兵庫県       | 姫路市       | ｜                             | ｜                           | ◆                            |                              |                              |                            |                                                |
| 11       | 安富（中国道）                   | 兵庫県       | 姫路市       | ｜                             | ｜                           | ◆                            |                              |                              |                            |                                                |
| 10       | 山崎IC（中国道）                 | 兵庫県       | 宍粟市       | ｜                             | ◆                            | ◆                            |                              |                              |                            |                                                |
| 09       | 葛根（中国道）                   | 兵庫県       | 宍粟市       | ｜                             | ｜                           | ◆                            |                              |                              |                            |                                                |
| 08       | 南光（中国道）                   | 兵庫県       | 佐用郡佐用町 | ｜                             | ｜                           | ◆                            |                              |                              |                            |                                                |
| 07       | 佐用IC（中国道）                 | 兵庫県       | 佐用郡佐用町 | ｜                             | ◆                            | ◆                            |                              |                              |                            |                                                |
| 06       | 中国上月（中国道）               | 兵庫県       | 佐用郡佐用町 | ｜                             | ｜                           | ◆                            |                              |                              |                            |                                                |
| 05       | 作東（中国道）                   | 岡山県       | 美作市       | ｜                             | ◆                            | ◆                            |                              |                              |                            |                                                |
| 04       | 美作IC（中国道）                 | 岡山県       | 美作市       | ▲                              | ◆                            | ◆                            |                              |                              |                            |                                                |
| 03       | 中国勝間田（中国道）             | 岡山県       | 勝田郡勝央町 | ｜                             | ◆                            | ◆                            |                              |                              |                            |                                                |
| 02       | 津山IC（中国道）                 | 岡山県       | 津山市       | ▲                              | ▲                            | ▲                            |                              |                              |                            |                                                |
| 01       | 津山駅                           | 岡山県       | 津山市       | ▲                              | ▲                            | ▲                            |                              |                              |                            | 7・8番乗り場に停車                             |

※津山線は加西SAで10分間休憩。

### 運行経路
- 津山線
  - USJ - ユニバーサルシティ出口（大阪行） / 島屋出入口（津山行） - 阪神高速2号淀川左岸線 - 阪神高速5号湾岸線 - 阪神高速16号大阪港線 - 阪神高速13号東大阪線 - 阪神高速1号環状線 - 阪神高速15号堺線（津山行のみ） - 阪神高速1号環状線 - 阪神高速11号池田線 - 梅田出入口 - 大阪市北区内（大阪駅） - 国道423号 - 大阪府道2号大阪中央環状線 - 中国池田IC - 中国自動車道 - 津山IC - 国道53号 - 津山市内（津山駅）

※特急便は中国池田IC～神戸JCT間で事故等によって大規模な渋滞が発生している場合は箕面有料道路を通り、箕面とどろみICから新名神高速道路を経由して、神戸JCTから中国自動車道に入る迂回ルートを走行する場合がある。
- 北条線
  - 大阪市北区内 - 国道423号 - 大阪府道2号大阪中央環状線 - 中国池田IC - 中国自動車道 - 加西IC - 兵庫県道24号多可北条線 - 兵庫県道23号三木宍粟線 - 加西市内（アスティアかさい（北条町駅））
- 西脇線
  - 大阪市北区内 - 国道423号 - 大阪府道2号大阪中央環状線 - 中国池田IC - 中国自動車道 - 滝野社IC - 兵庫県道17号西脇三田線 - 兵庫県道54号西脇停車場線 - 国道427号 - 西脇市内（神姫バス西脇営業所）
- 社線
  - 大阪市北区内 - 国道423号 - 大阪府道2号大阪中央環状線 - 中国池田IC - 中国自動車道 - 滝野社IC - 国道175号 - 加東市内（社（車庫前））

### 運行回数
平日
- 昼行便1日32往復。
  - 津山線18往復
    - 特急便下り9本（JR2、神姫7）、上り8本（JR2、神姫6）
    - 急行便下り9本（JR5、神姫4）、上り10本（JR5、神姫5）

  - 北条線（全便急行便）下り2本（JR1、神姫1）、上り3本（JR1、神姫2）
  - 西脇線（全便急行便）下り11本（JR4、神姫7）、上り10本（JR4、神姫6）
  - 社線（全便急行便）下り1本（神姫1）、上り1本（神姫1）

土休日
- 昼行便1日32往復。
  - 津山線18往復
    - 特急便下り9本（JR2、神姫7）、上り9本（JR2、神姫7）
    - 急行便下り9本（JR5、神姫4）、上り9本（JR5、神姫4）

  - 北条線（全便急行便）下り2本（JR1、神姫1）、上り3本（JR2、神姫1）
  - 西脇線（全便急行便）下り11本（JR4、神姫7）、上り10本（JR4、神姫6）
  - 社線（全便急行便）下り1本（神姫1）、上り1本（神姫1）

大阪から西脇に行く最終便は、JRが21時45分であるのに対し、本路線は22時と15分遅い。

## 車両

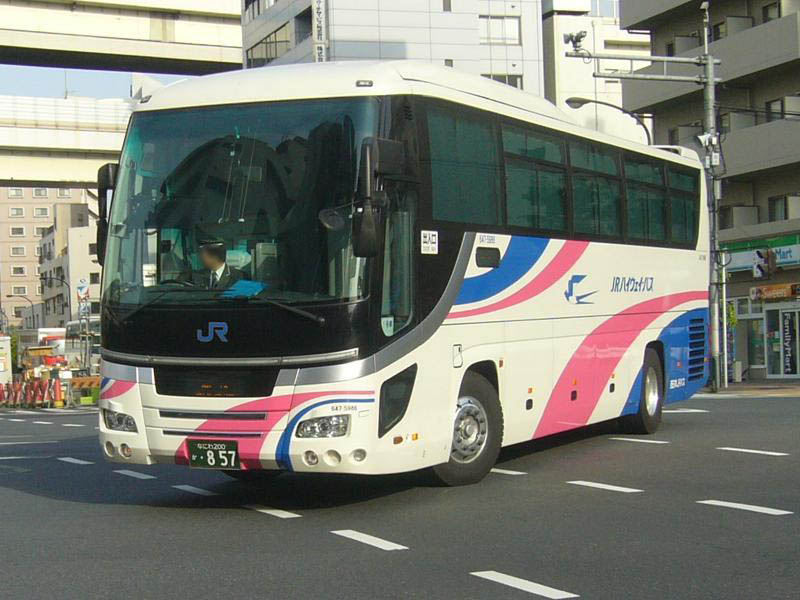
西日本ジェイアールバスの同形式車両（超得割青春号運用時）

1975年に運行開始した当時の車両は、国鉄バスは三菱B907NA型で、エンジンは300psの8DC6型、全長も11.3mと短く、東名・名神ハイウェイバスより小ぶりな車両であった。また、東名・名神の車両と比較すると、トイレが省略されているが、これは運行距離が短く平均乗車距離が短いと見込まれたためである。神姫バスもほぼ同種の車両を導入している。その後、1979年、1982年に車両が増備されたが、この時には国鉄専用型式のMS504Qで、トイレが省略されたこと以外は東名・名神の車両と同一仕様であった。
1986年からは再び市販のエアロバスとなり、国鉄時代（1986年度）導入の車両は富士重工車体、JR化後（1987年度）導入の車両は三菱純正車体で導入された。
民営化後は、名神ハイウェイバスと共通運用となる車両もあり、新車でもトイレ付の車両が充当されるようになった。特に途中休憩のない超特急便についてはトイレ付の車両限定運用となっており、西日本JRバス担当便は、ドリーム号等で運用されるエアロキングやヨンケーレなどのダブルデッカー（3列シート車）が充当されていたが、2009年12月14日改正でダブルデッカー車の運用は中止された。神姫バス担当便は2往復で3列シート車が運用されたが、2008年9月より4列シートに変更となった。

### 車内設備
- 4列シート
- トイレ（一部を除く）
- フリーWi-Fi